# 寮國—泰國關係
泰寮關係是指寮國和泰國自15世紀它們的前身瀾滄王國和大城王國時期就建立了雙邊關係。兩國因為接壤，所以語言和文化、種族有著很高的相似性。直到18世紀初，寮國瀾滄王國還包括泰國東北部的所有地區。而寮國唯一一个位于湄公河西岸的省份沙耶武里省则原属于泰国，法暹战争后，割让给法属印度支那，从属于寮國，延续至今。泰國東北部的依善地區有著众多的寮裔人口。在語言上，占泰國人口三分之一的依善居民說依善語，這是一種寮國方言，但也与泰语相互理解。正如兩國總理在1976年發表的聲明中明確指出的那樣，兩國外交將集中在湄公河上，力求使其成為“真正的和平與友誼之河”。
現代國家之間的外交關係始於1950年，但密切的國家間合作始於冷戰結束。

## 旅行与簽證

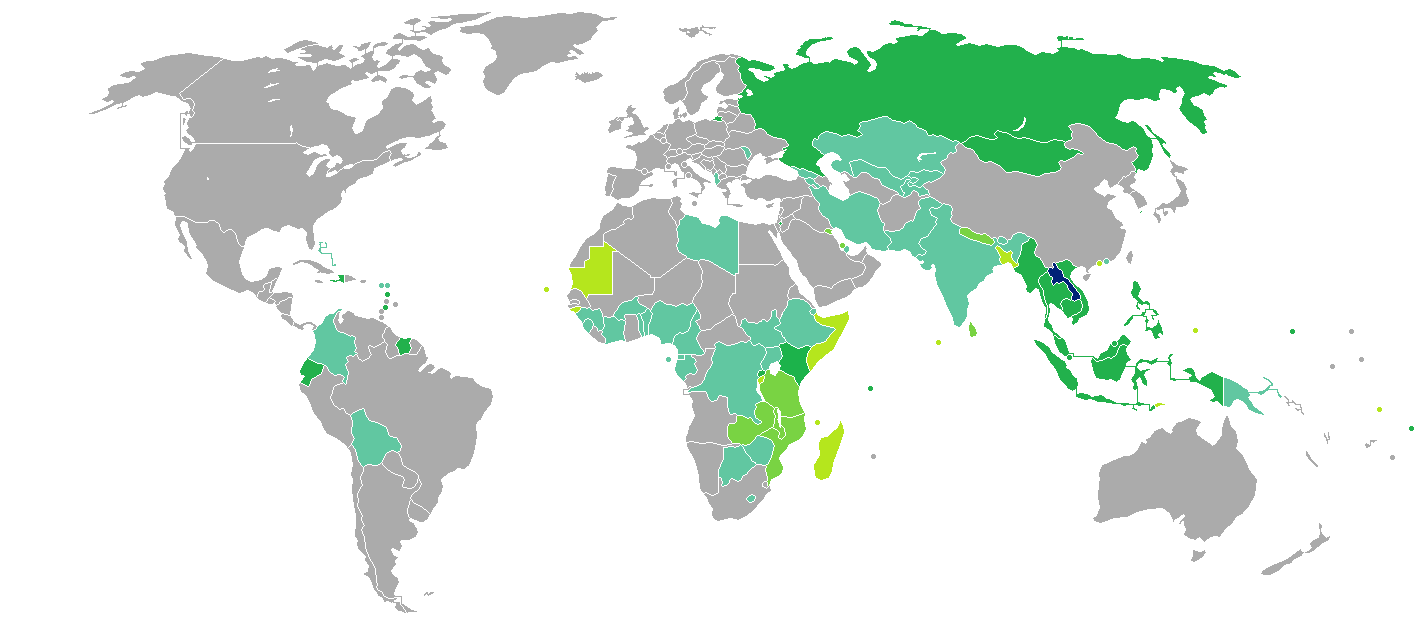
持寮國護照的老挝公民簽證要求分布圖：入境泰國可以免簽證。

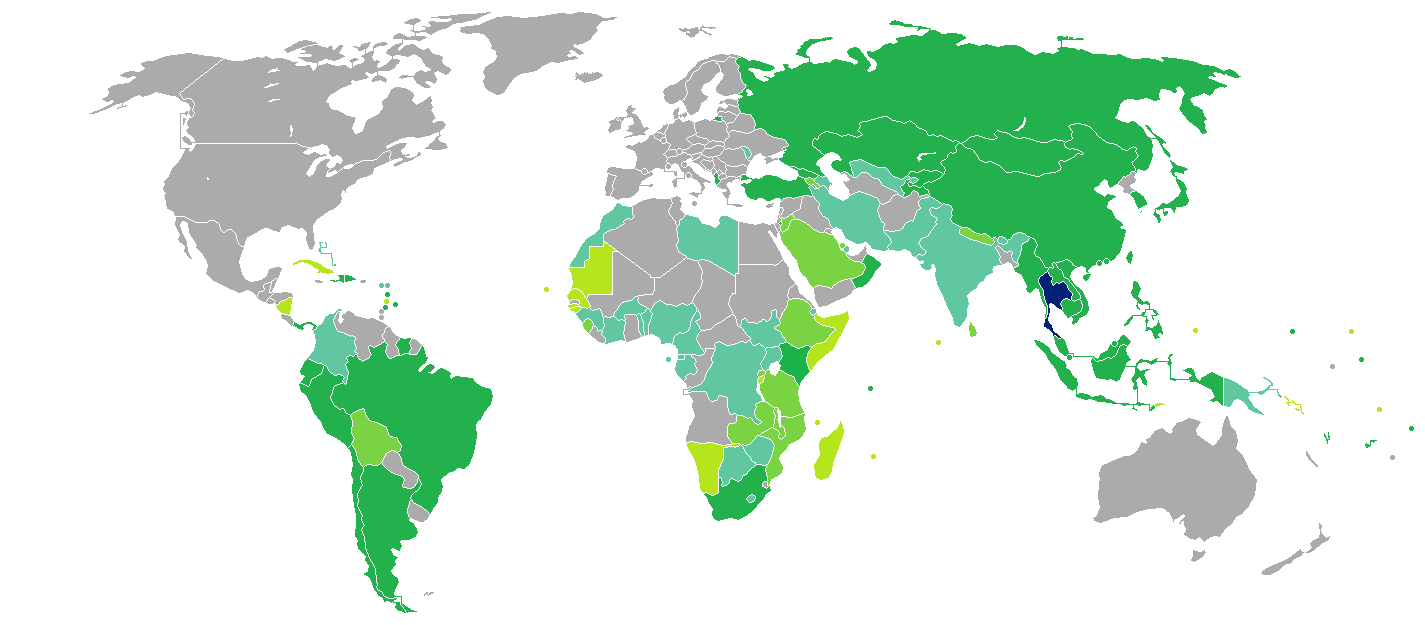
持泰國護照的泰國公民簽證要求分布圖：入境寮國可以免簽證。

两国互免簽證，两国公民可以免签证入境对方国家达30天。如果老挝公民仅入境泰国的边境府县，则只需要持有边民证。

## 交通

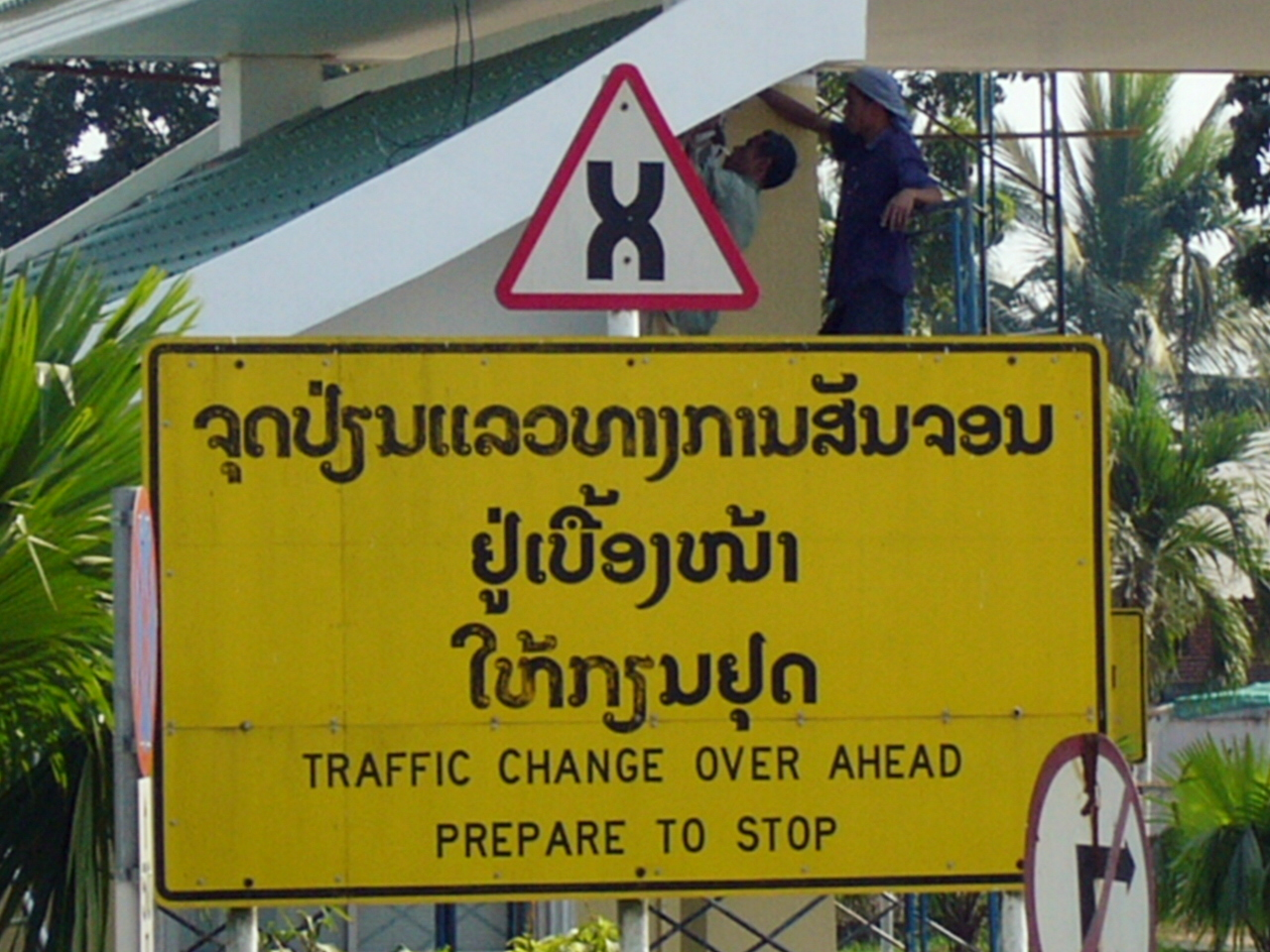
泰國與寮國邊境的行駛方向轉換標誌

### 公路
寮國與泰國接壤的湄公河上有第一泰國－寮國友誼大橋與第二泰國－寮國友誼大橋，另外第三泰國－寮國友誼大橋建於2009年3月，並於2011年11月11日通車完工；第四泰國－寮國友誼大橋則在2013年12月11日完工但两国的道路通行方向则相反。

### 铁路
在2007年1月起，泰國國家鐵路局將鐵路衍伸到老挝首都永珍西邊約20公里的塔納楞火車站，測試列車在2008年7月4日發車啟用，2009年3月5日该鐵道线路正式啟用 。到了2010年10月，寮國政府希望將車站末端改建為卸貨場所，如此能提供曼谷與永珍間更低廉的貨物運輸成本。在2021年，连接老挝与中国的中寮磨万铁路开始营运以前，塔納楞火車站曾经是老挝唯一的火車站。

### 航空
|          | 泰國（按照都會區人口排列）                                                              |
| -------- | --------------------------------------------------------------------------------------- |
| 万象     | 曼谷蘇凡納布（寮國航空、泰國國際航空、泰國微笑航空、曼谷航空） 曼谷廊曼（泰國亞洲航空） |
| 琅勃拉邦 | 曼谷蘇凡納布（寮國航空、泰國微笑航空、曼谷航空） 曼谷廊曼（泰國亞洲航空）               |
| 巴色     | 曼谷蘇凡納布（寮國航空）                                                                |

## 拓展閱讀
- International Boundary Study No. 20 – September 18, 1962 Laos – Thailand Boundary （页面存档备份，存于）

## 外部連結
- 维基共享资源上的相關多媒體資源：寮國—泰國關係